# GO HOME
GO HOME（ゴー・ホーム）は、ゆずが2005年7月に横浜国際総合競技場で開催したライブ。

## 概要
地元企業の日産自動車がスポンサーとなり、「NISSAN OTTI Presents YUZU STADIUM 2005 "GO HOME"」として日産・オッティの名を冠して開催された。
同年6月のゆず初のベストアルバム『Going [2001-2005]』『Home [1997-2000]』の発売後に開催され、ライブの題名「GO HOME」はこの2枚のアルバムに由来する。
2005年7月23・24日の両日にわたり開催され、2日目の24日は、ゆずとしては最長公演時間となる約4時間半にわたって行われた。公式発表で6万人を動員したゆず最大のライブであった。

## バンドメンバー
- 伊藤隆博：Keyboards
- 川村ケン：Keyboards
- 佐野康夫：Drums
- 沖山優司：Bass
- 木村建：Guitar

## セットリスト

### 本編
1. センチメンタル
2. 始まりの場所
3. 桜木町
4. スミレ
5. 向日葵が咲ク時
6. からっぽ
7. 3番線
北川が水の膜が貼られた太鼓を叩き、そのリズムに合わせてリズムゲームが行われた。
8. 友達の唄
モニターには黒板に書いて消してを繰り返し歌詞が描かれる演出がなされ、曲の後半には、センターステージにゆずの二人が移動した。
9. 地下街
弾き語りで披露。
10. 贈る歌
弾き語りで披露。
11. 雨と泪（23日）/ いつか（24日）
弾き語りで披露。
ここだけ日替わり。本来、二日とも「境界線」を披露するはずだった。
12. 手紙
弾き語りで披露。
13. サヨナラバス
弾き語りで披露。
14. 青春歌謡劇場「ゴーイングホーム」
ゆずの二人が一人の女性を取りあうという内容のミュージカル。
15. 栄光の架橋
16. アゲイン2
曲の前には、花のまわりに雨が降り、雷が鳴り、晴れ間が出るというアニメーションが映された。
17. 月曜日の週末
バックバンド「スタードックス」の紹介が行われた。
18. 飛べない鳥
19. 心のままに
20. 夏色
曲の前には「E.T.」のパロディーと思わしき映像が流れる。
21. 夢の地図
後半に北川のみセンターステージへ移動。
22. 1

### アンコール
1. 少年
スタジアム中にある演出道具(水の噴射、「Y」「U」「Z」「U」の照明など)を北川がステッキで操る演出がなされた。
2. 嗚呼、青春の日々
3. GOING HOME
「会場全員で手を繋ごう」という北川の声のもと、会場全体が手を繋ぎ、歌った。

### ダブルアンコール
※24日のみ
1. てっぺん
2. シュビドュバー
時間がギリギリだったなか「マイク切れちゃうかもだけど」と言って披露された。
実際、途中で一度マイクが切られたが、後に復活。

### 青春歌謡劇場「ゴーイングホーム」
1日目にはさとう珠緒とルー大柴が出演、2日目には島田珠代とゆずが所属するセーニャ・アンド・カンパニー社長の稲葉貢一が出演した。
1. 言えずの♥アイ・ライク・ユー
岩沢がギターを持たず、ヘッドマイクで歌いながら踊った。
2. する〜
「ゆずの素」に収録された音源よりスピードが落とされている
3. シュミのハバ
出演者全員が舞台上に上がり踊った。

## 『LIVE FILMS GO HOME』
一部の楽曲、MCがカットされて24日に行った公演の模様が収録された。
Disc 01
1. センチメンタル
2. 始まりの場所
3. 向日葵ガ咲ク時
4. からっぽ
5. 3番線
6. 友達の唄
7. 地下街
8. 贈る詩
9. いつか
10. サヨナラバス
11. ショートミュージカル「GOING HOME」

Disc 02
1. 栄光の架橋
2. アゲイン2
3. 月曜日の週末
4. 飛べない鳥
5. 心のままに
6. 夏色
7. 夢の地図
8. 1
9. 少年
10. GOING HOME
11. てっぺん（Special Track）
12. シュビドゥバー（Special Track）